# Зеркаль, Игнат Терентьевич
Игнат Терентьевич Зеркаль (3 января 1914, село Бегачёвка, Акмолинский уезд, Акмолинская область, Российская империя — 29 октября 1986, село Старомайорское, Волновахский район, Донецкая область, Украинская ССР) — бригадир колхоза «Правда» Великоновосёлковского района Донецкой области, Украинская ССР. Герой Социалистического Труда (1966).

## Биография
Родился в 1914 году в крестьянской семье в селе Бегачёвка Акмолинского уезда (сегодня не существует). В 1930-е годы переехал на Донбасс, где окончил школу трактористов. Трудился трактористом в одном из сельскохозяйственных предприятий Старо-Керменчикского района (сегодня — Волновахский район) до призыва в 1941 году в Красную Армию по мобилизации. Участвовал в Великой Отечественной войне. Воевал слесарем-трактористом в составе 63-й тракторной армейской ремонтной мастерской 46-й Армии.
В апреле 1945 года награждён медалью «За боевые заслуги» за умелое выполнение боевых заданий:

«Выполняя задания на 140—150 %, добился увеличения межремонтных пробегов своего трактора на 120 %. Неоднократно производил ремонт тракторов с членами бригады под огнём противника, показывая при этом смелость, отвагу и умелую качественную работу. Своим старанием и энергичной помощью товарищам способствовал быстрому выпуску тракторов из ремонта, тем самым поднимая боеспособность артчастей и способоствовал их боевому успеху в деле разгрома фашистских захватчиков».

После демобилизации возвратился на Украину, где трудился механизатором в колхозе имени Сталина (с 1961 года — колхоз «Правда» Великоновосёлковского района с центральной усадьбой в селе Старомайорское.
Ежегодно показывал высокие трудовые результаты. В феврале 1958 года за выдающиеся трудовые показатели и в связи с награждением Сталинской области Орденом Ленина в числе 149 передовых тружеников области был награждён этим же Орденом. Позднее был назначен бригадиром тракторной бригады.
Бригада под его руководством досрочно выполнила коллективное социалистическое обязательство и плановые задания Семилетки (1959—1965). Указом Президиума Верховного Совета СССР от 26 апреля 1957 года удостоен звания Героя Социалистического Труда за «выдающиеся успехи в деле строительства предприятий угольной промышленности» с вручением ордена Ленина и золотой медали «Серп и Молот» (№ 11127).
После выхода на пенсию проживал в селе Старомайорское. С 1970 года — персональный пенсионер союзного значения. Умер в октябре 1986 года.
Награды
- Герой Социалистического Труда
- Орден Ленина — дважды (27.02.1958; 1966)
- Орден Отечественной войны 2 степени (11.03.1985)
- Медаль «За боевые заслуги» (30.04.1945)
- Знак «Отличный тракторист»